# Tschechischer Nationalrat
Der Tschechische Nationalrat (tschechisch: Česká národní rada, abgekürzt ČNR) war ab 1969 eines der Organe der Gesetzgebung in der Tschechoslowakei. Er tagte im Palais Thun auf der Prager Kleinseite.

## Entstehung und Wandel nach 1989
Die Wahlen zum Tschechischen Nationalrat fanden erstmals im Juli 1968 statt. 
Der Tschechische Nationalrat diente nach der formalen Föderalisierung des Landes am 1. Januar 1969 als Gesetzgebungsorgan der Tschechischen Sozialistischen Republik bzw. später der Tschechischen Republik. Bis zur Wende waren von den 150 Abgeordneten des ČNR 85 Mitglieder der Kommunistischen Partei der Tschechoslowakei, 22 der Tschechoslowakischen Sozialistischen Partei, 22 der Tschechoslowakischen Volkspartei und 21 formal unabhängig.
Im Zuge der Samtenen Revolution trat am 18. Dezember 1989 das komplette Präsidium des Tschechischen Nationalrates zurück. Anfang 1990 wurden zunächst 64 Abgeordnete aus politischen Gründen in Übereinkunft der alten Eliten und dem Bürgerforum ausgetauscht, im Juni 1990 fanden schließlich freie Wahlen statt. Die Legislaturperiode wurde auf zwei Jahre verkürzt, so dass im Juni 1992 erneut Wahlen stattfanden.
Der Tschechische Nationalrat wurde zum 1. Januar 1993 mit der Teilung der Tschechoslowakei zum Parlament der unabhängigen Tschechischen Republik.

## Zusammensetzung
Tschechischer Nationalrat 1990–1992
| 33  | 20      | 23      | 124 |
| KSČ | KDU-ČSL | HSD-SMS | OF  |

Tschechischer Nationalrat/Parlament der Tschechischen Republik 1992–1996
| 35 | 16   | 16  | 15      | 14      | 14  | 10  | 66  | 14      |
| LB | ČSSD | LSU | KDU-ČSL | HSD-SMS | ODA | KDS | ODS | SPR-RSČ |

## Vorsitzende
- 1968–1969 Čestmír Císař
- 1969–1981 Evžen Erban
- 1981–1989 Josef Kempný
- 1989–1990 Jaroslav Šafařík
- 1990–1992 Dagmar Burešová
- 1992 Milan Uhde